# Андре, Луи-Жозеф-Никола
Луи-Жозеф-Никола Андре (André) (1838—1913) — французский генерал.

## Биография
Луи-Жозеф-Никола Андре родился 29 марта 1838 года в Бургундии.
В чине капитана участвовал во франко-прусской кампании; был директором Политехнической школы. В мае 1900 года, после выхода в отставку генерала Гастона Галлифе, он занял пост военного министра в кабинете Вальдек-Руссо. Андре стремился освободить армию от клерикальных влияний и открыть дорогу и офицерам-республиканцам; сохранил свой портфель и в кабинете Л. Э. Комба.
В 1902 году он внёс в парламент проект закона о сокращении срока военной службы до 2 лет, принятый в 1905 году, уже после выхода Андре в отставку. 
В 1904 году из клерикально-националистического лагеря были предъявлены обвинения Андре в том, что он при назначении и повышении офицеров руководствуется не столько способностями данных лиц, сколько степенью их приверженности к республике и вражды к клерикализму, причём не отказывается пользоваться сведениями, получаемыми посредством доносов. Защищаясь в палате депутатов, Андре указал, что разоблачения идут от лиц, прибегавших к подобным же приёмам и недовольных тем, что Андре обошёл их или лиц, за которых они просили, либо не обратил внимания на их доносы. Не все выставленные против него факты были, однако, им опровергнуты. Недовольство, вызванное этими разоблачениями, принудило его выйти в отставку в октябре 1904 года. Он был заменён деп. Берто. Это послужило одной из причин падения кабинета Комба, хотя и не немедленного (в январе 1905 года).
Луи-Жозеф-Никола Андре скончался 18 марта 1913 года в городе Дижоне.